# 云梯

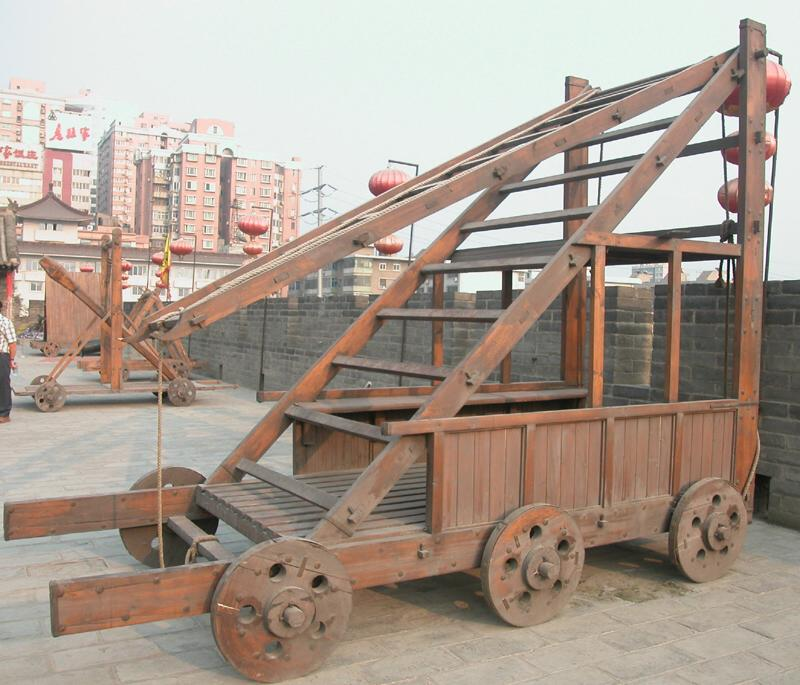
西安长乐门城楼中国古代云梯仿制品

云梯是攀援登高工具的一种，古代属于战争器械，用于攀越城墙攻城。

## 歷史
雲梯的發明者是中国春秋時期的魯國的公輸般。《战国策》中：“公输般为楚设机。”《吕氏春秋》中：“公输般为高云梯，欲以攻守。”，公輸般曾為楚王造雲梯，由3部分構成：車輪、梯身和梯頂水陆攻战纹鉴，底部的車輪可令雲梯自由移動，梯頂端裝有鉤，可保護雲梯免遭破壞。《淮南子·兵略》训许慎注：“云梯可依云而立，所以瞰敌之城中。”唐朝時的雲梯梯身主梯採用了固定式，縮短了架梯時間。攻城時將梯身停靠城牆下，並增加活动式“上城梯”，便可攻城，谓之“飞云梯”，底部“以大木为床，下置六轮”，從而減少了架梯的危險，免遭受敵軍破壞。杜佑《通典·兵十三》：“以大木为床，下置六轮，上立双牙，牙有栓，梯节长丈二尺。有四恍，恍相去有三尺，势微曲，递互相检，飞于云间，以窥城中。……有上城梯，首冠双辘轳，枕城而上，谓之飞云梯。”建中四年(783年），浑瑊守奉天（今陕西乾县），造云梯，“阔数十丈，以巨轮为脚”，并“施湿毡生牛革，多悬水囊以为障”,“两旁构木为庐，冒以牛革”（《旧唐书·浑瑊传》）。宋朝時的雲梯結構有了更大的變化，雲梯採用了折疊式的梯身，梯底增添了防護設施。《武经总要·攻城法》记载：“云梯以大木为床，下施六轮，上立二梯，各长丈余，中施转轴，四面以生牛皮为屏蔽，内以人推进，及城则起飞梯于云梯之上。”此外，更減低了梯身在攻城時的危險，增加了雲梯的穩定性。明朝以後，雲梯因為笨重的問題，因而漸漸地被廢棄。

## 歷史事件
据《墨子・公输》的记载，在中国战国时代初年的时候，楚国(楚惠王)想重新恢复霸权，打算去攻打宋国。楚惠王重用工匠魯班公输般，他设计了云梯用來攻打宋國。墨子請见楚惠王設法阻止這場戰爭，楚惠王拒絕放弃攻打宋国。墨子繼續設法說服楚惠王，於是模擬戰事，楚惠王用云梯攻城，墨子就用火箭烧云梯。楚惠王再用撞车撞城门，墨子就用石頭砸撞车。楚惠王用地道，墨子則用烟熏。楚惠王知道沒有打胜宋国的希望，便决定不进攻宋国了。《墨子·公输》中：“子墨子解带为城，以牒为城，公输盘九设攻城之机变，子墨子九拘之。公输盘之攻械尽，子墨子守圉有余。”這件事件引申出成語墨守成規。
后来三国时期蜀汉丞相诸葛亮北伐曹魏，进攻陈仓时，其云梯、冲车等攻城具也遭到守将郝昭类似的抵抗，最终无功而返。

## 用途

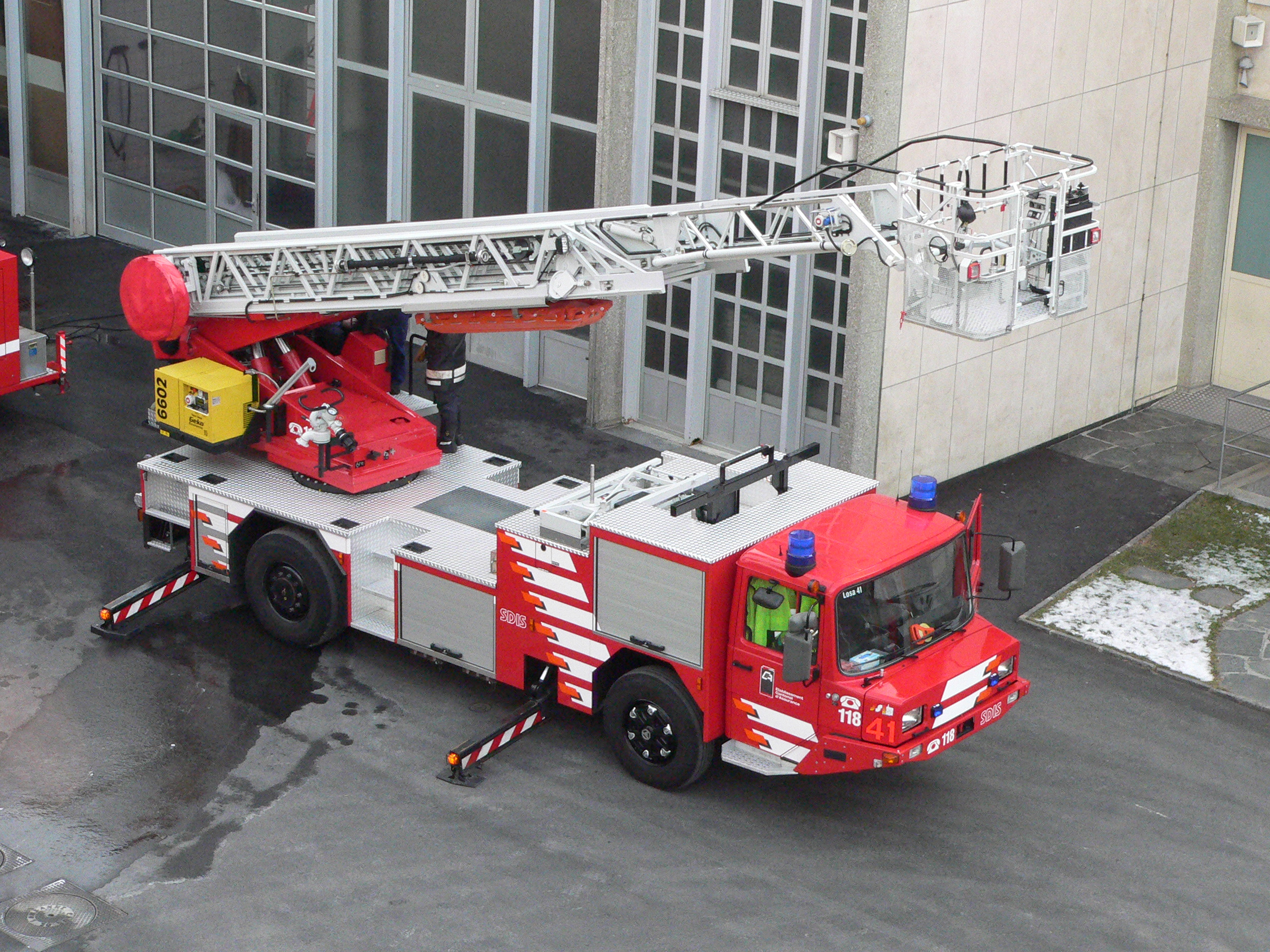
一輛附有雲梯的瑞士消防車

在古代，云梯是屬於戰爭器械，用於攀越城牆攻城的用具，是春秋時期的魯國公輸般所發明的。在現代的用途則是在發生火警時用來拯救困在建築物裡的人，主要做消防和搶險等用途。

## 現代云梯
目前，能夠製造消防雲梯車的廠家約有百家。普通的消防雲梯車高度為30至50米，更可高達60至70米，台灣最高的消防雲梯車高度為72米，中國最高的消防雲梯車高度為101米，香港的雲梯車一般最高只有53米，大約最多只上到18層樓。目前世界最高的消防雲梯車是芬蘭消防工廠Bronto Skylift製造的，名為擎天搶險消防平臺雲梯車，這款消防雲梯車最高可升至112米的高度，可以旋轉360度，其安全工作负载更高達400公斤，代表了現代最高水準的消防技術。

## 相片

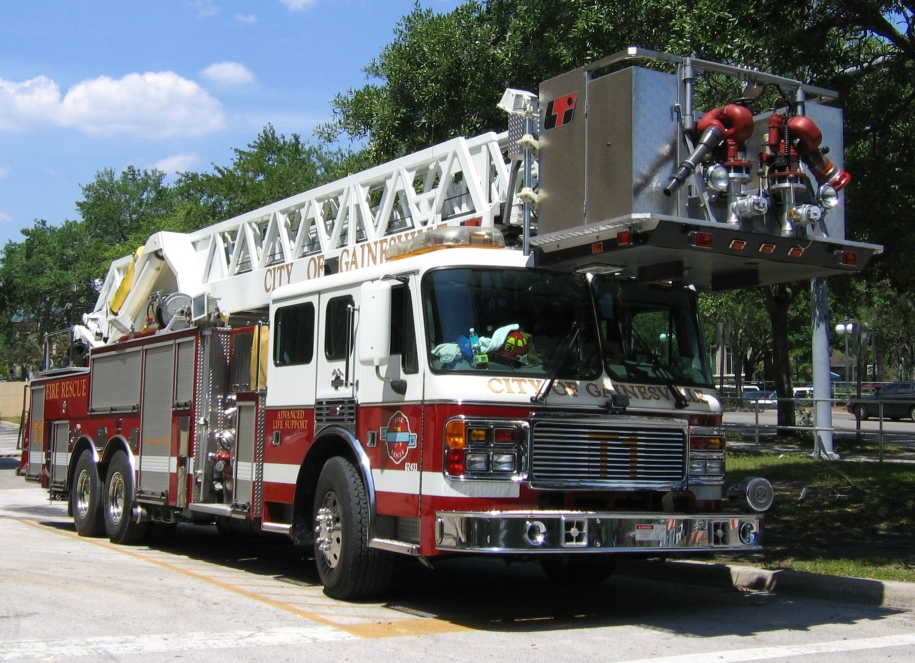
美國紐約的消防雲梯車
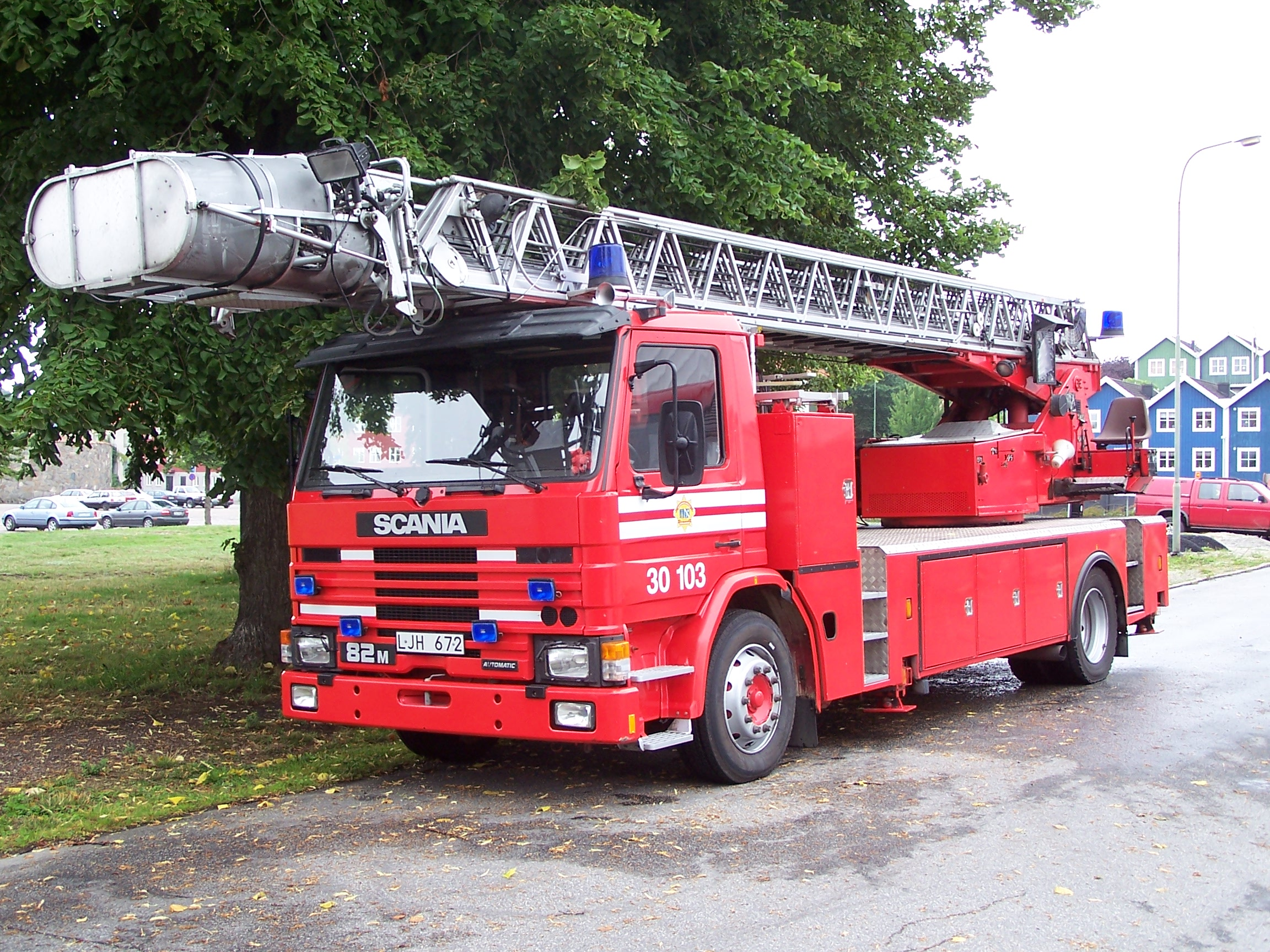
瑞典的消防雲梯車
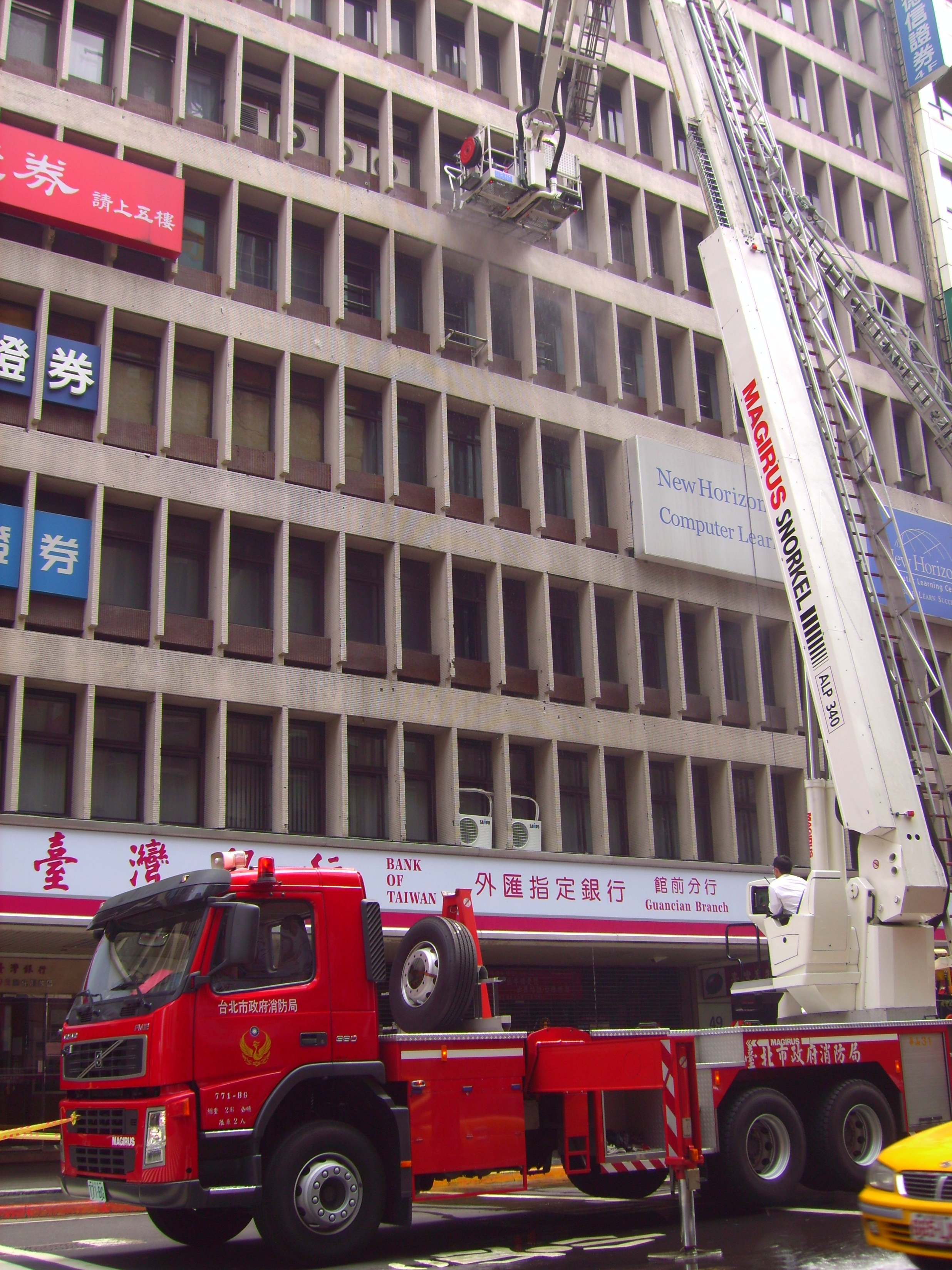
台灣的消防雲梯車